# Зеберг (Берн)
Зеберг (нем. Seeberg BE) — коммуна в Швейцарии, в кантоне Берн. 
Входит в состав округа Ванген. Население составляет 1388 человек (на 31 декабря 2006 года). Официальный код — 0988.